# Jan Radermacher
Jan Radermacher (* 1981 in Lingen) ist ein deutscher bildender Künstler, Schauspieler, Regisseur, Komponist und Illustrator von Kinderbüchern.

## Leben
Radermacher schloss eine Bühnenausbildung an der Hamburger Stage School of Music, Dance and Drama ab. Seine berufliche Laufbahn begann er als Schauspieler unter anderem im Schmidt Theater, der Komödie Winterhuder Fährhaus, am Ohnsorg-Theater, am Grips-Theater in Berlin, am St. Pauli Theater und dem Theater in der Basilika. Seit 2012 führte er an unterschiedlichen Spielstätten Regie und wirkte als Künstlerischer Leiter des Hoftheaters Ottensen in Hamburg. Daneben arbeitete er als freier Komponist für die Burgfestspiele Bad Vilbel sowie als Autor für das Theater Lichtermeer. Seit 2014 arbeitet er als Regisseur bei den von Frank-Lorenz Engel geleiteten Brüder Grimm Festspielen Hanau mit, deren stellvertretende künstlerische Leitung er 2016 übernahm. Außerdem gestaltet Radermacher Bühnenkulissen, entwirft und fertigt lebensgroße und Klappmaulpuppen, entwickelt Werbeplakate und illustrierte zahlreiche Kinderbücher für den Carlsen Verlag.
Er lebt mit seiner Familie in Hamburg.

## Auszeichnungen (Auswahl)
- 2014: Festspiel-Autorenwettbewerb der Brüder-Grimm-Festspiele
- 2016: Kultur-Förderpreis der Wolfgang-Arnim-Nagel-Stiftung[3]

## Buchillustrationen
- Gemeinsam Lesen: Schule Kunterbunt. Carlsen-Verlag, Hamburg 2019
- Einfach Programmieren für Kinder. Carlsen-Verlag, Hamburg, 2017
- Mein Lieblings-Gruselbuch. Carlsen-Verlag, Hamburg, 2015
- Basso, der Bär. Make a Book-Verlag, Neunkirchen, 2012
- Kleines Monster Monstantin. Aufbau-Verlag, Berlin, 2010
- Irische Königs und Heldensagen. Drachenmondverlag, Leverkusen, 2012
- Irische Momente. Drachenmondverlag, Leverkusen, 2011
- Zwei Noten auf Weltreise. Drachenmondverlag, Leverkusen, 2011
- Der Tod der Märchenmacher. Drachenmondverlag, Leverkusen, 2011
- Maienmond - Vignette Drachenmondverlag, Leverkusen, 2010
- James K. in Piraten. Drachenmondverlag, Leverkusen, 2010
- Die Hobbijahns. Drachenmondverlag, Leverkusen, 2010
- Regenbogenläufer. Drachenmondverlag, Leverkusen, 2009
- Das Sternschnuppengeheimnis. Drachenmondverlag, Leverkusen, 2009
- Please keep gate closed. Drachenmondverlag, Leverkusen, 2008
- James K. in Vampire. Drachenmondverlag, Leverkusen, 2008
- Goldstern. Drachenmondverlag, Leverkusen, 2005